# Wilhelm Stuhlmann
Wilhelm Stuhlmann (* 1. Juni 1946 in Medebach) ist ein deutscher Arzt für Psychiatrie,  Neurologie, Psychotherapie und Klinische Geriatrie. Er ist Autor einiger Bücher zum Thema Demenz. Wohnhaft in Erkrath.

## Lebenslauf
Wilhelm Stuhlmann studierte an der Universität Düsseldorf Medizin und Psychologie. Von 1985 bis 1994 war er Oberarzt der gerontopsychiatrischen Abteilung der Rheinischen Landes- und Hochschulklinik/ Psychiatrische Klinik der Heinrich-Heine-Universität Düsseldorf, von 1994 bis 2001 Chefarzt der gerontopsychiatrischen Abteilung der Rheinischen Kliniken Köln. Seit 2001 praktiziert er in eigener Praxis und ist seit 2002 Vorsitzender des Landesverbandes der Alzheimer-Gesellschaften NRW e. V. Wilhelm Stuhlmann hat einige Bücher zum Thema Demenz veröffentlicht und wurde 2010 mit dem Bundesverdienstkreuz am Bande ausgezeichnet. Schwerpunkte seiner Arbeit sind geriatrische Pharmazie, Fallkonferenzen, Supervision sowie Fort- und Weiterbildung im Bereich Psychotherapie im Alter.